# Bahnstrecke Peabody–Wakefield Junction
| Streckenlänge: | 12,91 km             |                                                      |                                                      |
| Spurweite: | 1435 mm (Normalspur) |                                                      |                                                      |
| |                      |                                                      |                                                      |
| Gesellschaft: | PAR                  |                                                      |                                                      |
| \| \| \| von Salem \| \| \| \| \| nach North Andover \| \| \| \| 0,00 \| Peabody MA (ehem. Keilbahnhof, früher South Danvers) \| Peabody MA (ehem. Keilbahnhof, früher South Danvers) \| \| \| \| Bay State Street Railway (Center Street) \| \| \| \| \| Industrieanschluss \| \| \| \| 2,35 \| Hunt-Rankin Co. \| Hunt-Rankin Co. \| \| \| 2,90 \| South Peabody MA \| South Peabody MA \| \| \| \| Industriepark \| \| \| \| 6,32 \| Lynnfield MA \| Lynnfield MA \| \| \| 9,62 \| Montrose Avenue \| Montrose Avenue \| \| \| \| Bay State Street Railway (Water Street) \| \| \| \| 12,15 \| Wakefield Center MA \| Wakefield Center MA \| \| \| \| Bay State Street Railway (North Avenue) \| \| \| \| \| von Newburyport \| \| \| \| \| von Wilmington Junction \| \| \| \| 12,91 \| Wakefield Junction MA \| Wakefield Junction MA \| \| \| \| nach Boston \| \| |                      |                                                      |                                                      |
| Strecke |                      | von Salem                                            | von Salem                                            |
| Abzweig geradeaus und ehemals nach rechts |                      | nach North Andover                                   | nach North Andover                                   |
| Dienststation / Betriebs- oder Güterbahnhof | 0,00                 | Peabody MA (ehem. Keilbahnhof, früher South Danvers) | Peabody MA (ehem. Keilbahnhof, früher South Danvers) |
| Kreuzung (Querstrecke außer Betrieb) |                      | Bay State Street Railway (Center Street)             | Bay State Street Railway (Center Street)             |
| Abzweig geradeaus und von rechts |                      | Industrieanschluss                                   | Industrieanschluss                                   |
| ehemaliger Haltepunkt / Haltestelle | 2,35                 | Hunt-Rankin Co.                                      | Hunt-Rankin Co.                                      |
| Dienststation / Betriebs- oder Güterbahnhof | 2,90                 | South Peabody MA                                     | South Peabody MA                                     |
| Betriebs-/Güterbahnhof Strecke ab hier außer Betrieb |                      | Industriepark                                        | Industriepark                                        |
| Bahnhof (Strecke außer Betrieb) | 6,32                 | Lynnfield MA                                         | Lynnfield MA                                         |
| Haltepunkt / Haltestelle (Strecke außer Betrieb) | 9,62                 | Montrose Avenue                                      | Montrose Avenue                                      |
| Kreuzung (Strecken außer Betrieb) |                      | Bay State Street Railway (Water Street)              | Bay State Street Railway (Water Street)              |
| Bahnhof (Strecke außer Betrieb) | 12,15                | Wakefield Center MA                                  | Wakefield Center MA                                  |
| Kreuzung (Strecken außer Betrieb) |                      | Bay State Street Railway (North Avenue)              | Bay State Street Railway (North Avenue)              |
| Abzweig ehemals geradeaus und von rechts |                      | von Newburyport                                      | von Newburyport                                      |
| Abzweig geradeaus und von rechts |                      | von Wilmington Junction                              | von Wilmington Junction                              |
| Dienststation / Betriebs- oder Güterbahnhof | 12,91                | Wakefield Junction MA                                | Wakefield Junction MA                                |
| Strecke |                      | nach Boston                                          | nach Boston                                          |

Die Bahnstrecke Peabody–Wakefield Junction (auch South Reading Branch) ist eine Eisenbahnstrecke im Essex County und Middlesex County in Massachusetts (Vereinigte Staaten). Sie ist 12,91 Kilometer lang und verbindet die Städte Peabody, Lynnfield und Wakefield. Die normalspurige Strecke ist weitgehend stillgelegt, lediglich zwischen Peabody und South Peabody verkehren noch Güterzüge der Pan Am Railways.

## Geschichte
Um eine Querverbindung zwischen den Hauptstrecken der Boston and Maine Railroad und der Eastern Railroad herzustellen, erhielt am 26. April 1848 die South Reading Branch Railroad Company eine Konzession zum Bau und Betrieb einer Eisenbahnstrecke, die in Wakefield Junction von der Boston&Maine-Strecke abzweigen und bis Peabody führen sollte, von wo bereits eine Strecke der Essex Railroad nach Salem an der Eastern-Hauptstrecke bestand. Für diesen Abschnitt sollte ein Mitbenutzungsrecht erwirkt werden. Die Gesellschaft wurde am 21. August 1849 formal aufgestellt und begann unverzüglich mit den Bauarbeiten. Sie nahm die Strecke am 2. September 1850 in Betrieb. Die Züge verkehrten von Boston nach Salem über die Gleise der Boston&Maine und der Essex. Die Eastern Railroad, deren Hauptstrecke ebenfalls Boston und Salem verband, erkannte die Konkurrenz, zumal ihre Fahrgäste von East Boston nach Boston eine Fähre benutzen mussten, während die Züge der South Reading Branch Railroad direkt bis ins Zentrum von Boston fuhren. Die Eastern pachtete daher die Strecke 1851, nicht zuletzt, um der Boston&Maine zuvorzukommen, und betrieb sie ab dem 1. Oktober des Jahres als Zweigstrecke. Jedoch musste sie die durchlaufenden Züge nach Boston beibehalten, da der Kauf sonst nicht genehmigt worden wäre. Wenige Jahre später baute die Eastern jedoch eine eigene Strecke in die Innenstadt von Boston, was die Situation entspannte. 1884 löste sich das Konkurrenzproblem schließlich ganz, als die Boston&Maine die Eastern pachtete und schließlich am 20. Juli 1892 die South Reading Branch Railroad aufkaufte.
Nachdem um 1900 mehrere Straßenbahnstrecken eröffnet worden waren, die teilweise parallel zur Eisenbahn lagen, gingen die Beförderungszahlen rapide zurück. Die Boston&Maine sah nun keine Notwendigkeit für die Strecke mehr und beantragte 1925 ihre Stilllegung, die im November genehmigt und am 2. Januar 1926 vollzogen wurde. Die Gleise wurden 1927 abgebaut. Lediglich der kurze Abschnitt zwischen Wakefield Junction und Wakefield Center blieb noch bis etwa 1935 als Anschlussgleis in Betrieb.
Damit endet die Geschichte der Strecke jedoch nicht. Anfang der 1960er Jahre wurde westlich von South Peabody ein Industriepark gebaut, der eine Schienenanbindung lukrativ erscheinen ließ. Die Boston&Maine baute daraufhin die Strecke von Peabody bis zum Industriepark wieder auf und eröffnete sie ca. 1965 wieder. Weitere Industriekunden in Peabody konnten nun ebenfalls wieder per Eisenbahn versorgt werden. 1983 übernahm die Guilford Transportation, die seit 2006 unter dem Namen Pan Am Railways firmiert, die Strecke.

## Streckenbeschreibung
Die Strecke zweigt am früheren Keilbahnhof Peabody aus der Bahnstrecke Salem–North Andover ab und führt zunächst durch das Stadtgebiet von Peabody in Richtung Südwesten. In Höhe Allens Lane musste die Strecke beim Wiederaufbau leicht verschwenkt werden, da die ursprüngliche Trasse mittlerweile überbaut worden war. Die Strecke verläuft nun geradlinig bis South Peabody, wo sie in Richtung Westen abbiegt. Kurz darauf ist das heutige Streckenende am Industriepark erreicht. Die ursprüngliche, 1926 stillgelegte Trasse verläuft weiter westwärts. In diesem Bereich ist die Bahnstrecke noch gut erhalten. Kurz nachdem die Bahnstrecke den Cedar Pond passiert, erreicht sie die Interstate 95, die hier auf der Eisenbahntrasse gebaut wurde. Erst kurz vor dem Haltepunkt an der Montrose Avenue wo die Bahnstrecke in Richtung Südwesten abbiegt, verlässt die Autobahn das Trassee. Die Bahn führt nun durch Wakefield hindurch. An vielen Stellen wurde die Strecke mittlerweile überbaut. Zwischen Wakefield Center und Wakefield Junction lag die Strecke direkt neben der in diesem Bereich noch heute befahrenen Bahnstrecke Newburyport–Wakefield Junction. Vermutlich waren bereits in Wakefield Center Verbindungsweichen zwischen den beiden Strecken vorhanden. Die Strecke mündet in Wakefield Junction in die Boston&Maine-Hauptstrecke ein.

## Personenverkehr
Der Personenverkehr auf der Strecke war von Anfang an auf Boston ausgerichtet. Die Züge fuhren in der Relation Boston–Wakefield Junction–Peabody–Salem. 1869 verkehrten vier tägliche Zugpaare, 1893 waren es fünf, von denen jedoch nur zwei auch sonntags fuhren. Der Sonntagsverkehr wurde Ende des 19. Jahrhunderts eingestellt. Noch 1920 verkehrten fünf Zugpaare montags bis freitags und sechs an Samstagen. Mit der Stilllegung der Strecke am 2. Januar 1926 endete der Personenverkehr.